# ニコラ・ソルド
ニコラ・ソルド（Nikola Soldo、2001年1月25日 - ）は、ドイツ・シュトゥットガルト出身のクロアチア人サッカー選手。1.FCケルン所属。ポジションはDF。

## クラブ経歴
サッカー選手としてプレーしていた父親のズヴォニミル・ソルドがVfBシュトゥットガルトに所属していた2006年にシュトゥットガルトで生まれた。父親の現役引退とともに母国クロアチアのザグレブへ帰国し、NKディナモ・ザグレブやNKロコモティヴァ・ザグレブといった首都クラブを経て、
2015年に父親も在籍していたNKインテル・ザプレシッチの下部組織へ入団した。2019年8月16日、プルヴァHNLのNKディナモ・ザグレブ戦にてプロデビューを果たしたが、試合には1-2で敗れた。
2021年6月14日、育成年代の時に所属経験もあるNKロコモティヴァ・ザグレブへ移籍した。
2022年9月1日、ブンデスリーガの1.FCケルンへ3年契約で移籍した。